# Genne
Genne is een buurtschap in de gemeente Zwartewaterland, in de Nederlandse provincie Overijssel. Het ligt in het zuidoosten van de gemeente, vijf kilometer ten zuidoosten van Hasselt.
In Genne stonden de havezaten Glinthuis en Verborg.
Hoofdplaats: Hasselt      Stad: Genemuiden

Dorpen: Kamperzeedijk-Oost · Kamperzeedijk-West · Zwartsluis     
Buurtschappen: Afsched · Baarlo · Cellemuiden · De Velde · Genne · Genne-Overwaters · Holten · Kievitsnest · Mastenbroek (deels) · Nieuwe Wetering · Roebolligehoek · Streukel · Zwartewatersklooster

Voormalige gemeenten: Genemuiden · Hasselt · Zwartsluis

Overijssel · Steden en dorpen in Overijssel      Nederland · Provincies · Gemeenten